# オフテクス
株式会社 オフテクス（OPHTECS Corporation.）は兵庫県神戸市中央区港島南町に本社を置くコンタクトレンズケア用品メーカーである。1981年創業。

## 会社概要
「クリアデュー」ブランドで知られるコンタクトレンズ洗浄液の専門メーカー。世界で初となる液体酵素による洗浄剤「バイオクレン エル」を発売。
もともとは東京で創業したが、1988年に兵庫県豊岡市に工場を竣工したことに伴い、本社を大阪に移転、さらに2007年10月には神戸のポートアイランドに本社を構え、それに伴い豊岡にあった研究所も移転した。豊岡工場については、製造、品質管理、物流部門の体制を整えている。
2002年には初の海外製造拠点をアイルランドに竣工（2008年8月に撤退）。
2010年2月 ポビドンヨード（ヨウ素）を使った有核錠タイプの
ソフトコンタクトレンズ用コールド消毒剤
「バイオクレン ファーストケアCT」発売
2009年（平成21年）6月 薬事法違反により医薬部外品および医療機器の製造業と製造販売業に対する業務を停止を命じられる。
2009年10月　第１～３工場を集約し、新工場が稼動を開始
2010年4月
初のハードコンタクトレンズ用除菌機能付き酵素洗浄剤
「バイオクレン O2セプト」を発売
2014年7月
神戸・東京二本社体制にする
2015年11月
新ブランド「クリアデュー」を立ち上げ、
同ブランド第1号製品「クリアデュー ファーストケア」を発売

## 事業所
- 本社所在地：兵庫県神戸市中央区港島南町5丁目2番4号（ポートアイランド内）
- 豊岡工場：兵庫県豊岡市神美台26（豊岡中核工業団地内）
- 東京支社：東京都港区西新橋1丁目6番21号 NBF虎ノ門ビル7階

この他、営業所2ヶ所（名古屋･福岡）、研究所（神戸）が所在する。

## CMタレント
- 萩原聖人
- 鈴木蘭々
- 吹石一恵
- 伊藤由奈
- 馬渕英俚可
- 清野菜名
- 芦田愛菜（2022年12月現在）

## スポンサー番組
- ウェークアップ（読売テレビ制作・日本テレビ系列・2022年4月より、隔週で前半枠と後半枠を交代。2022年12月現在も提供中）
- ダウンタウンDX（読売テレビ制作・日本テレビ系列）
- 人気者でいこう!（ABCテレビ制作・テレビ朝日系列） ほか

ただし、関西テレビ制作・フジテレビ系列の番組や毎日放送制作・TBS系列の番組、テレビ大阪制作・テレビ東京系列の番組に一度も提供されたことが無い。
現在は、主にスポット枠でCM放送を行っている。